# Kokujewiella ibera
Kokujewiella ibera là một loài tò vò trong họ Ichneumonidae.